# 시메나 두케
시메나 두케(Ximena Duque, 1985년 1월 30일 ~ )는 콜롬비아의 배우, 모델이다.